# Černý oheň
Černý oheň je název knihy z fiktivního prostředí Star Treku, jejíž autorkou je Sonny Cooperová. Originální název knihy vydané v angličtině roku 1992 je Black Fire, v České republice byla vydána poprvé roku 1993.

## Obsah
Jak v TV seriálu , tak knihách včetně této na seriál navazující je v popředí děje trojice tvořená kapitánem Jamesem Kirkem, prvním, vědeckým důstojníkem Spockem z planety Vulkán a vrchním lékařem Dr. Leonardem McCoyem. Tuto trojici doplňují další důstojníci – vrchní inženýr Montgomery Scott, komunikační důstojnice Nyota Uhura a dvojice navigačních důstojníků Hikaru Sulu a Pavel Čechov.
Při výbuchu, sabotáži na palubě kosmické lodi USS Enterprise (NCC 1701) jsou vážně zranění mnozí členové vedení lodě včetně Kirka a Spocka. Spock postupně zjišťuje, že sabotáž má na svědomí násilnická rasa Tomarijců a kvůli ní uzavře spojenectví s Romulany i Klingony. Při vyšetřování Spock poruší pravidla federace, protože ukradne loď a dostane se do zajetí, odkud jej Kirk vysvobodí. Po soudním řízení na Zemi je pak osvobozen.

## České vydání knihy
Do češtiny novelu přeložil Vladimír Klíma v roce 1993 a vydalo ji nakladatelství Albert Boskovice téhož roku se souhlasem původního nakladatele Bonus Praha . Její očíslování, velikost publikace i grafická úprava jsou shodná, jako měly předchozí knihy z počátků u vydávaných knih Star Treku, např.:Hrozba z vesmíru a Pátrání po Spockovi. Drobná knížka formátu B6 má 232 stran a je opatřena barevnou obálkou, stála tehdy 48 Kč. Je řazena vydavatelem do tzv.Románové řady Star Treku.